# Dodge Monaco
De Dodge Monaco was een automodel van het Amerikaanse merk
Dodge tussen 1965 en 1978 en tussen 1990 en 1992. In die eerste
periode verschenen twee generaties. Het model werd midden jaren 1960 geïntroduceerd als een grote auto. Naar aanleiding van de oliecrises in de jaren 1970 verscheen in 1977 een kleinere Monaco als de tweede generatie. De grote Monaco bleef intussen beschikbaar en heette Dodge Royal Monaco. Na 1978 verdween de Monaco. Begin jaren 1990 werd de modelnaam terug opgevist. Het ging deze keer in feite om een licht aangepaste Eagle Premier (gebaseerd op de Renault 25) die een Dodge-embleem opgeplakt kreeg.

## Geschiedenis

### Eerste generatie
Bij de introductie van de Monaco in 1965 werd deze enkel als 2-deur coupé aangeboden in de Verenigde Staten. Enkel in Canada was ook een cabriolet beschikbaar.
De Monaco werd op het grote Chrysler C-platform gebouwd en gold als het topmodel van het merk. Toen in 1966 de Dodge Custom 880 geschrapt werd kreeg de Monaco er een sedan- en een stationwagenvariant bij. De coupé ging vanaf dan verder als de Monaco 500. Het jaar 1969 zag de introductie van een luxeversie: de Monaco Brougham.

### Tweede generatie
In 1977 volgde de Monaco de kleinere Dodge Coronet op waarbij ook diens B-platform werd overgenomen. De grote Royal Monaco van het C-platform bleef daarna mee in productie maar werd na dat jaar geschrapt. Een jaar later werd ook de kleinere Monaco geschrapt waarna die werd opgevolgd door de Dodge St. Regis.

### Derde generatie
In 1987 nam Chrysler, het moederconcern van Dodge, American Motors over. AMC bouwde op dat moment onder andere een grote sedan, de Eagle Premier. De verkoop ervan liep slecht en dus ging Chrysler het model ook onder haar merknaam Dodge verkopen. Aldus verscheen in 1990 een derde generatie van de Dodge Monaco. Deze zet had niet veel effect op de verkoop. De Dodge-versie verkocht zelfs slechter dan de Eagle, ondanks het grotere dealernetwerk. In 1992 werden de Monaco en de Eagle Premier stopgezet. Het model werd opgevolgd door de nieuwe Dodge Intrepid.

## Dodge Monaco in films en televisieseries

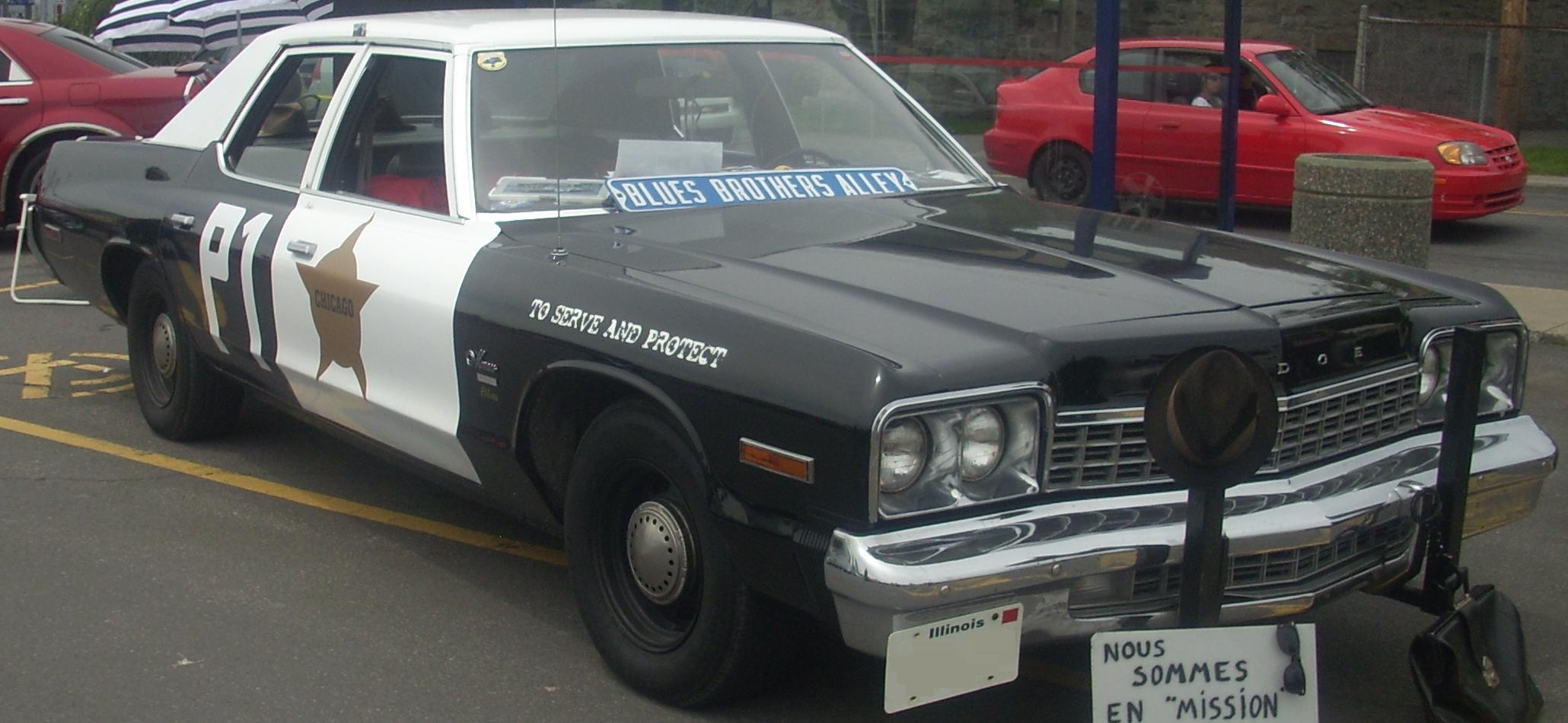
Replica van de Dodge Monaco uit The Blues Brothers

De Dodge Monaco werd in de Verenigde Staten veel ingezet als politiewagen, ook in films en televisieseries:
- De televisieserie The Dukes of Hazzard stond bekend om het grote aantal Monaco's dat erin vernield werd.
- In de film The Blues Brothers werd een Dodge Monaco uit 1974 gebruikt als Bluesmobile. Elwood Blues (Dan Aykroyd) verantwoordt de keuze van een tweedehands politiewagen (hij had de vorige Bluesmobile, een Cadillac, ingeruild voor een microfoon) aan zijn broer Jake (John Belushi) als volgt: It's got a cop motor, a 440-cubic-inch plant. It's got cop tires, cop suspension, cop shocks. It's a model made before catalytic converters so it'll run good on regular gas. Deze was voorzien van de 375 pk sterke "440 Magnum" 7,2 liter (440 cubic inch) V8-motor, die destijds speciaal voor de politie nog werd geleverd ondanks de gevolgen van de oliecrisis van 1973.
- Tijdens de openingscredits van de politieserie Hill Street Blues figureren drie witte Dodges Monaco Royal 1977.